# Соболівка (річка)
Соболівка (біл. Сабалёўка) — річка в Климовицькому районі Могильовської області,  ліва притока річки Лобжанка (басейн Дніпра).
Довжина річки 11 км. Площа водозбору 31 км². Середній нахил водної поверхні 2,2 м/км. Починається приблизно за 2 км в напрямку на північний схід від сіл Стайки і Соболівка (Галицька сільська рада). Впадає в Лабжанку біля села Прудок. Водозбір на південно-східній частині Оршансько-Могильовської рівнини. Русло в низькій течії каналізоване.
Біля села Соболівка (Родненська сільська рада) на річці є ставок.